# 부다시리 카툰

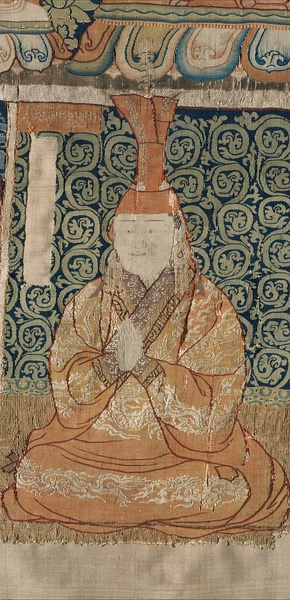
복답실리(卜答失里) 태황태후

옹기라트 부다시리(弘吉剌 卜答失里 혹은 不答失里, ᠪᠤᠳᠢᠰᠢᠷᠢ, Будашири, 1305년－1340년 음력 6월)는 원나라의 황후이자, 황태후, 태황태후로 원 문종 투그테무르(圖帖睦爾)의 정궁황후(재위:1328년—1329년, (복위) 1329년—1332년)이다. 성(姓)은 홍길랄씨(弘吉剌氏), 그녀의 부친은 노왕 조아불랄(魯王 雕阿不剌)이고, 모친은 원 무종, 원 인종의 누이인 노국대장공주 상가랄길(魯國大長公主 桑哥剌吉)이다. 그녀는 원나라의 유일한 태황태후였다.(따지도 원나라의 태황태후 중 하나이지만 추존 황후이므로 제외한다.) 다른 이름은 포탑실리(布塔失里)이다.
1332년 10월 영종 린첸발 즉위기간과 린첸발 사후 황제위가 궐위가 되자, 명목상의 섭정에 앉았으나 조정 실권은 킵차크 한국의 군벌 엘테무르에게 있었다. 1332년 8월 문종 투그 테무르가 죽자, 엘 테무르는 그녀의 차남 엘 테구스를 황제로 옹립하려 했으나 그는 선황제(문종)의 유언이라는 이유로 엘 테구스의 제위 계승을 거절, 린첸발이 즉위했다. 12월 린첸발이 즉위 2개월 만에 죽자, 엘 테무르는 다시 그녀의 차남 엘 테구스를 황제로 옹립하려 했으나, 역시 선황제의 유언을 이유로 거절했다. 1333년 투그 테무르 즉위 후 태황태후가 되고, 차기는 엘 테구스에게 보장하는 조건으로 토곤 테무르를 즉위시켰다. 1340년 토곤 테무르는 자신의 아들이 태어나자 후계자를 바꾸려 했다. 부다시리가 메르키트 바얀 등과 공모하려 엘 테구스를 추대하려 하자, 혜종은 반역을 이유로 그녀를 폐위, 동안주로 유배보냈다가 중도에 사사시켰다.

## 생애

### 생애 초반
부다시리는 1305년 원나라 세조 쿠빌라이의 손자 다르마발라 태자의 딸 노국휘문의복정수대장공주 상가나길(魯國徽文懿福貞壽大長公主 祥哥那吉) 혹은 상가랄길(桑哥剌吉), 상가길랄(桑哥吉剌)과 옹기라트부 노왕 동가불랄(魯王 潼坷不剌)의 딸로 태어났으며, 정확한 생일은 알려진 것이 없다. 쿠빌라이 칸의 손자 다르마발라의 외손녀가 된다. 원 무종과 원 인종은 그의 외삼촌이며, 남편 원 문종 투그테무르는 무종의 아들로서 그의 외사촌, 고종사촌누이 간이 된다.
부계로는 칭기즈 칸의 정비 보르테 카툰의 친정인 옹기라트부 출신으로, 5대조는 데이 세첸(特薛禪)이고, 고조부는 제녕충무왕(濟寧忠武王) 안진 노얀(按陳), 증조부는 납동(納陳)이고, 할아버지는 제녕군왕(濟寧郡王) 테무르(帖木兒)이다. 그녀의 친정은 칭기즈 칸의 정비 보르테 카툰, 원나라 세조 쿠빌라이 카안의 정비 테구룬 대카툰, 계비 소예순성황후 차브이 카툰, 3계비 남부이 카툰을 배출한 가문이었다.
그의 어린 시절은 알려진 것이 없다. 투그테무르(圖帖睦爾, 문종)가 소년기 때 그와 혼인, 그가 회왕으로 가자 그를 따라 강남으로 가게 되었다. 투그 테무르와의 사이에서 아나트라나다, 구나시리(古納答剌, 후에 엘 테구스로 개명), 타이핑누 등이 태어났다.
천력 원년 (1328년) 11월, 부다시리는 남편 투그테무르가 라기바흐(阿剌吉八, 천순제)를 폐위시키고 입궁, 황제가 되자 정궁황후로 책봉되었다. 그러나 투그테무르의 형 쿠살라(和世㻋, 명종)가 몽골과 차가타이 한국의 장군들은 모아서 월등한 대군으로 카라코룸으로 입성하자, 위기를 느낀 투그테무르는 1329년 2월 쿠살라에게 양위를 하겠다고 선언, 자신을 스스로 황태제에, 부다시리를 태제비로 낮추었다.

### 황후 시절
1329년 쿠살라(명종)가 죽자 투그테무르가 황제로 복위, 부다시리도 황후로 복위하였다. 복위된 부다시리는 교활한 마음을 품고 자신의 심복 환관 바이주(拜住)와 함께 모략을 꾸며 쿠살라의 미망인인 바부샤(八不沙)를 살해하였다. (이 사건은 투그테무르의 세력이 쿠살라의 세력, 즉 씨를 말리는 것으로 추정된다.)
1330년 8월 어사대의 신하가 그녀의 아들 아나트라나다를 황태자로 책봉할 것을 주청, 이후 신하들이 아나트라나다의 태자 책봉을 건의하였다. 그러나 문종은 태자 책봉을 밍설였다. 1330년 10월 제왕과 재상들이 아나트라나다를 황태자로 책봉하라고 상소했으나 문종은 아직 어린 것을 이유로 거절하였다. 계속 된 태자 책봉 상소가 올라오자 문종은 그해 12월 생각을 바꾸어 아나트라나다를 황태자로 책봉하기로 하고, 1330년 12월 2일(양력 1331년 1월 18일) 종묘에 고하고 12월 5일(1331년 양력 1월 21일) 아들을 태자로 책봉했다. 그러나 아나트라나다는 1331년 2월 22일(음력 1월 15일) 의문의 죽음을 당했다. 신료들은 그녀의 둘째 아들 구나시리를 태자로 세울 것을 상소했으나, 문종은 이를 주저했다. 구나시리는 권신 엘 테무르의 집에 보내져, 엘 테구스로 이름을 바꾸고 그에 의해 양육되었다. 일설에는 엘 테무르가 엘 테구스를 양자처럼 거두었다는 설도 있다.
문종은 자신이 형을 죽게 했다는 죄책감으로 평생 괴로워했고, 자신의 뒤는 자신의 아들 대신 형 명종의 아들 중에서 지명하게 하였다. 지순 3년(1332년) 8월, 투그테무르(문종)가 상도(上都)에서 사망하면서 쿠살라(명종)의 아들을 계승하도록 유언을 남겼다. 하지만 권신 엘 테무르(燕鐵木兒)는 권세를 유지하기 위해 연첩고사(燕帖古思, 엘 테구스)를 즉위시키자고 건의하였지만 부다시리 카툰은 선왕의 유언을 이유로 이를 거절했다. 엘테부르는 명종 독살의 책임을 물을까봐, 다시 광시(廣西)에 추방된 쿠살라의 장남인 토곤테무르(妥懽帖睦爾)대신 불과 6살의 차남 린친발(懿璘質班)을 선택, 즉위시켰다.

### 황태후, 명목상의 섭정 시절
1332년, 린친발(영종)이 황제로 즉위하자 그해 11월 부다시리는 황태후가 되었다. 부다시리는 형식적으로 섭정이었으나, 정치적 실권은 엘 테무르에게 있었다. 그러나 린첸발은 황제가 된지 2개월만에 갑자기 사망하고 말았다. 부다시리는 광서에 있던 토곤테무르에게 사람을 보내 상경할 것을 권했다.
린친발이 사망하자, 엘 테무르는 다시 투그테무르의 차남 연첩고사(燕帖古思, 엘 테구스)를 즉위시키자고 건의하였지만 부다시리는 아들의 나이가 어리다는 이유로 사양했다. 엘 테무르의 권세가 커질 것을 염려한 부다시리는 그것을 거부, 린친발의 이복형 토곤 테무르를 즉위시켰다. 혹은 자기 아들이 정쟁에 휘말릴 것을 염려하여 반대하였다는 설도 있다. 1333년 2월 토곤 테무르는 린친발 황제의 사망 소식을 듣고 대도로 올라오려 했으나 엘테무르가 말과 수레 이용을 금지하여, 그의 상경을 저지하였다.
원통 원년(1333년), 토곤 테무르(순제)가 즉위 함으로 인해 부다시리는 태황태후의 칭호를 받고 임조칭제(臨朝稱制, 섭정)를 칭하는 동시, 자신의 2자인 연첩고사를 황태자로 올리자고 토곤 테무르(순제)에게 건의하였다. 엘 테무르는 사망하고 그의 아들들이 제거됐지만, 조정의 실권은 메르키트 바얀에게 있었다.

### 폐출과 최후
지원 6년(1340년) 2월, 권신 바얀(伯顏)이 실각되고 유배가던 길에 광둥에서 사망했다. 메르키트 바얀은 자신이 조종하기 쉬운 엘 테구스를 차기 황제로 세우려 했고, 부다시리는 이에 동의하였다. 메르키트 바얀의 권력이 강한 것을 두려워한 혜종 토곤테무르는 친정을 원했고, 이를 눈치챈 바얀의 조카 토크토아는 혜종과 짜고 바얀을 실각시켰다.
그해 6월 복답실리는 자신의 2자(次子)인 황태자 연첩고사와 반역을 획책하였다는 혐의로 인해 태황태후에서 폐위(廢位), 대도(大都)에서 추방된 뒤, 동안주(東安州)로 유배가던 중 갑자기 사망했다. 일설에는 토곤 테무르가 사사했다는 설이 있다.
6월 14일 혜종 토곤테무르는 조서를 내려 그가 바부샤 카툰을 살해한 것, 자신 대신 린친발을 추대했다는 점, 자신을 명종 쿠살라의 아들이 아니라고 주장했다는 등의 이유로 부다시리를 폐위한다는 조서를 발표했다. 향년 36세였다.(연첩고사는 고려에 귀향가는 도중, 살해되었다.) 복답실리가 음모를 꾸몄다는 정황은 원사, 원사연의 등 기록에 나타나지 않으며, 일설에는 이는 기황후의 공작이었다는 설이 있다.

### 사후
그녀는 원 문종의 유언대로 1332년 10월과 12월 자신의 차남 엘 테구스를 옹립하려는 권신 엘 테무르의 주장을 거부, 명종의 아들을 칸으로 세우게 했다. 그러나 혜종 토곤테무르는 6월 14일의 칙령에서, '숙모(叔嬸)인 포탑실리(布塔失里, 부다시리)가 자기 권세를 믿고 명종이 총애했던 후사인 나를 옹립하지 않고 어린 동생 역련지반(亦輦眞班, 이린지발, 寧宗)을 옹립하였으나, 그 역시 곧 죽어버렸다.(叔嬸不答失里，怙其勢燄 不立明考之冢嗣，而立孺稚之弟懿璘質班 奄復不年)'고 하였다.
그녀의 시신과 묘소의 행방은 알려진 것이 없다. 시호는 사서에 나타나지 않는다.

## 가족관계
- 부 : 노왕 조아불랄(魯王 雕阿不剌)
- 모 : 노국대장공주 상가랄길(魯國大長公主 桑哥剌吉)
  - 남편 : 원 문종(元文宗)
    - 장남 : 연왕(燕王) 아랄특납답랄(阿剌忒納答剌, ? ~ 1331년)
    - 차남 : 황태자 연첩고사(燕帖古思, ? ~ 1340년)
    - 삼남 : 태평눌 황자(太平訥 皇子)

## 부다시리가 등장한 작품
- 《기황후》 (MBC, 월화드라마 2013년~2014년, 배우: 김서형

| 전임 바부칸 | 원나라의 황후 1328년—1329년 | 후임 바부샤 |

| 전임 바부샤 | 원나라의 황후 1329년—1332년 | 후임 다리예테미쉬 |

| 전임 영종 린친발 카안 (카안/황제) 엘 테무르 (섭정) | 몽골 제국/원나라의 명목상 섭정 1333년 4월 혹은 5월 ~ 1333년 6월 8일 | 후임 순제 토곤테무르 카안 |